# Sonet 55 (William Szekspir)

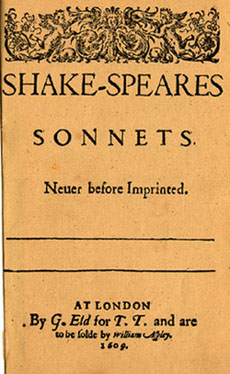
Strona tytułowa pierwszego wydania sonetów Shakespeare’a

Sonet 55 (Marmur i książąt posągi złocone) – jeden z cyklu sonetów autorstwa Williama Shakespeare’a. Po raz pierwszy został opublikowany w 1609 roku.

## Treść
W sonecie tym podmiot liryczny, który przez niektórych badaczy jest utożsamiany z autorem, udowadnia, że poezja jest trwalsza niż dobra materialne, przez co pamięć o tajemniczym młodzieńcu przetrwa na wieki.
Utwór ten zawiera także odniesienie do Marsa, postaci mitologicznej.
” Nor Mars his sword, nor war's quick fire shall burn.” 